# Robertino Pietri
Roberto David Pietri Chiossone (Puerto La Cruz, 6 maggio 1985) è un pilota motociclistico venezuelano.
Anche suo padre, Roberto Pietri, ha corso come pilota professionista.

## Carriera
Inizia a correre in motocross all'età di sei anni, per poi passare, all'età di quattordici anni, alle corse su pista. Nel 2004 disputa le prime tre gare del campionato Italiano Supersport e, in sella ad una Yamaha le porta a termine chiudendo sempre oltre la ventesima posizione. Nel 2005 partecipa a campionati quali AMA Superbike e Superstock oltre al Campionato Italiano Stock 1000 dove, con una YZF-R1 disputa tre prove come pilota senza punti terminandone due. Nel 2007 corre come wild card con una Yamaha YZF-R1 del team Giesse il Gran Premio di Monza nel campionato mondiale Superbike, ottenendo due punti. Nella stessa stagione e con la stessa motocicletta del mondiale Superbike, disputa tre gare come pilota senza punti nel CIV Superbike terminandone una nei primi quindici.
Partecipa alla Moto2 nel 2010 con una Suter MMX del team Italtrans S.T.R., il compagno di squadra è Roberto Rolfo. Ottiene come miglior risultato un quindicesimo posto in Portogallo e termina la stagione al 39º posto con un punto.
Nel 2011 resta nella stessa squadra, questa volta con compagno di squadra Claudio Corti. Non ottiene punti. Nel 2015 si classifica terzo nel CEV Superbike vincendo una gara in Navarra.

## Risultati in gara

### Campionato mondiale Superbike
| 2007 | Moto   |  |  |  |  |  |  |  |  |  |  |     |    |  |  |  |  |  |  |  |  |  |  |  |  |  |  | Punti | Pos. |
| ---- | ------ |  |  |  |  |  |  |  |  |  |  | --- | -- |  |  |  |  |  |  |  |  |  |  |  |  |  |  | ----- | ---- |
| 2007 | Yamaha |  |  |  |  |  |  |  |  |  |  | Rit | 14 |  |  |  |  |  |  |  |  |  |  |  |  |  |  | 2     | 29º  |

| Legenda | 1º posto        | 2º posto            | 3º posto           | A punti      | Senza punti        | Grassetto – Pole position Corsivo – Giro più veloce |
| Legenda | Gara non valida | Non qual./Non part. | Ritirato/Non class | Squalificato | '-' Dato non disp. | Grassetto – Pole position Corsivo – Giro più veloce |

### Motomondiale
| 2010 | Classe | Moto  |    |    |    |     |    |    |     |     |    |    |    |    |     |    |    |    |    |     | Punti | Pos. |
| ---- | ------ | ----- | -- | -- | -- | --- | -- | -- | --- | --- | -- | -- | -- | -- | --- | -- | -- | -- | -- | --- | ----- | ---- |
| 2010 | Moto2  | Suter | 28 | 24 | 23 | Rit | 27 | 26 | Rit | Rit | NE | 29 | 21 | 29 | Rit | 31 | 27 | 27 | 15 | Rit | 1     | 39º  |

| 2011 | Classe | Moto  |    |     |    |    |     |    |    |    |    |    |    |    |     |    |    |     |    |    | Punti | Pos. |
| ---- | ------ | ----- | -- | --- | -- | -- | --- | -- | -- | -- | -- | -- | -- | -- | --- | -- | -- | --- | -- | -- | ----- | ---- |
| 2011 | Moto2  | Suter | 29 | Rit | 23 | 30 | Rit | 23 | 26 | 26 | 26 | NE | 25 | 32 | Rit | 30 | 25 | Rit | 22 | 24 | 0     |      |

| Legenda | 1º posto        | 2º posto            | 3º posto            | A punti      | Senza punti        | Grassetto – Pole position Corsivo – Giro più veloce |
| Legenda | Gara non valida | Non qual./Non part. | Ritirato/Non class. | Squalificato | '-' Dato non disp. | Grassetto – Pole position Corsivo – Giro più veloce |